# Dichorisandra acaulis
Dichorisandra acaulis är en himmelsblomsväxtart som beskrevs av Célestin Alfred Cogniaux. Dichorisandra acaulis ingår i släktet Dichorisandra och familjen himmelsblomsväxter. Inga underarter finns listade.